# Savignia bureensis
Espèce
Savignia bureensis est une espèce d'araignées aranéomorphes de la famille des Linyphiidae.

## Distribution
Cette espèce est endémique du kraï de Khabarovsk en Russie,.

## Description
Le mâle holotype mesure 1,90 mm.

## Étymologie
Son nom d'espèce, composé de bure et du suffixe latin -ensis, « qui vit dans, qui habite », lui a été donné en référence au lieu de sa découverte, la Boureïa.

## Publication originale
- Tanasevitch & Trilikauskas, 2006 : A new species of the genus Savignia Blackwall from the Khabarovsk Province, Russian Far East (Aranei: Linyphiidae: Erigoninae). Arthropoda Selecta, vol. 14, no 3, p. 269-270 (texte intégral).